# Dragomir Bečanović
Dragomir Bečanović (serbisch-kyrillisch Драгомир Бечановић; * 10. Februar 1965 in Nikšić, Jugoslawien) ist ein ehemaliger jugoslawischer Judoka, der bei den Judo-Weltmeisterschaften 1989 im Halbleichtgewicht (bis 65 kg) die Goldmedaille errang. Er ist damit der erste und zugleich auch einzige Judo-Weltmeister der von 1945 bis 1992 bestehenden Sozialistischen Föderativen Republik Jugoslawien.

## Judokarriere
1987 konnte Bečanović mit einer Silbermedaille bei den Europameisterschaften in Paris seinen ersten internationalen Erfolg verzeichnen, im Finale unterlag er dem 7 Jahre älteren Franzosen Jean-Pierre Hansen. Er wurde daraufhin zu Montenegros Sportler des Jahres gewählt.
1988 vertrat er Jugoslawien bei den Olympischen Sommerspielen in Seoul. Im Sechzehntelfinale verlor er gegen den späteren Olympiasieger Lee Kyung-keun und in der Trostrunde gegen den Argentinier Claudio Yafuso.
1989 wusste er den Vorteil der heimischen Kulisse in Belgrad zum Gewinn der Goldmedaille zu nutzen, im Finale bezwang er den damals am Beginn seiner internationalen Karriere stehenden Udo Quellmalz. Im selben Jahr wurde er von der Belgrader Tageszeitung Sport (serbisch-kyrillisch Спорт, 1945–2016) zum besten Sportler Montenegros und Jugoslawiens gewählt.
Dragomir Bečanović beendete 1991 seine Wettkampfkarriere als Judoka.

## Jugoslawische Meistertitel
- bis 65 kg: 1987, 1989, 1990 (Halbleichtgewicht)